# Восточное Мунозеро
Восто́чное Муно́зеро — посёлок в Терском районе Мурманской области России. Входит в городское поселение Умба. Население — 0 жителей (2002). Расстояние от районного центра 55 км. Сообщение с другими населёнными пунктами автомобильным транспортом. Дорога до посёлка грунтовая, труднопроходимая. Расположен на берегу озера Мунозеро.

## Население
| 2002 | 2010 |
| ---- | ---- |
| 0    | →0   |

По данным Всероссийской переписи населения 2010 года население, проживающее на территории населённого пункта, отсутствует.

## Галерея

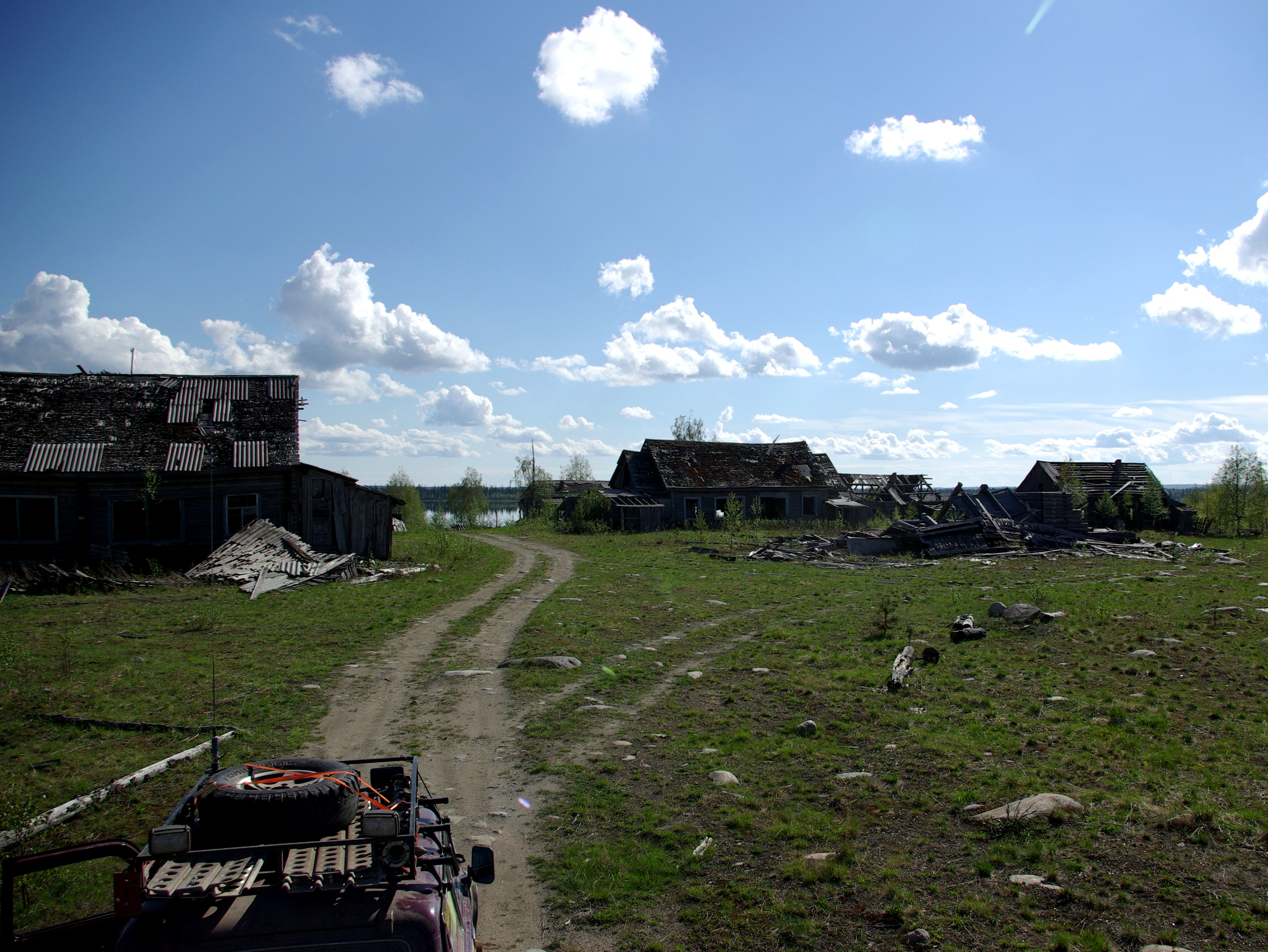
Вид на село
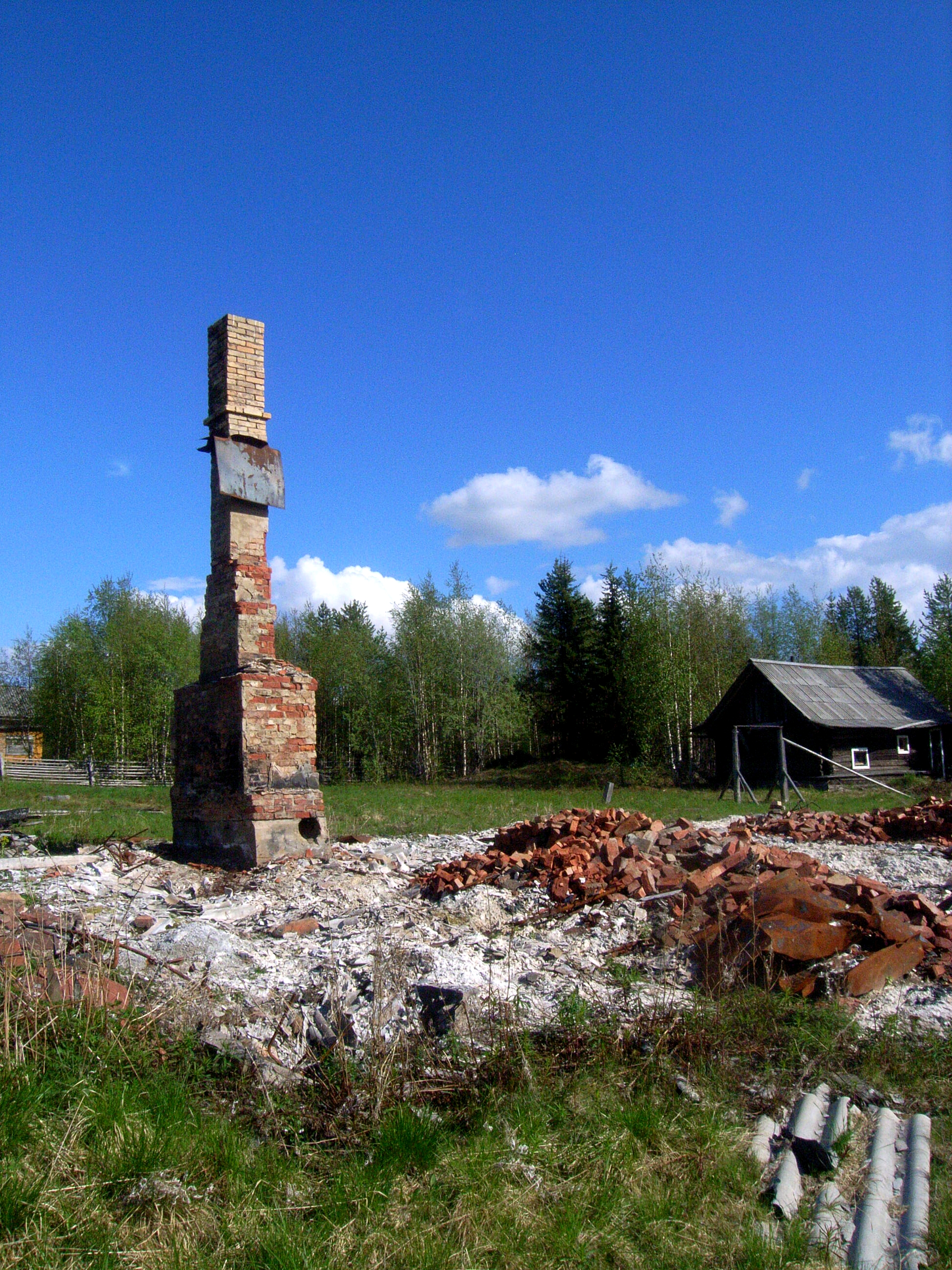
Труба печи разрушенного дома
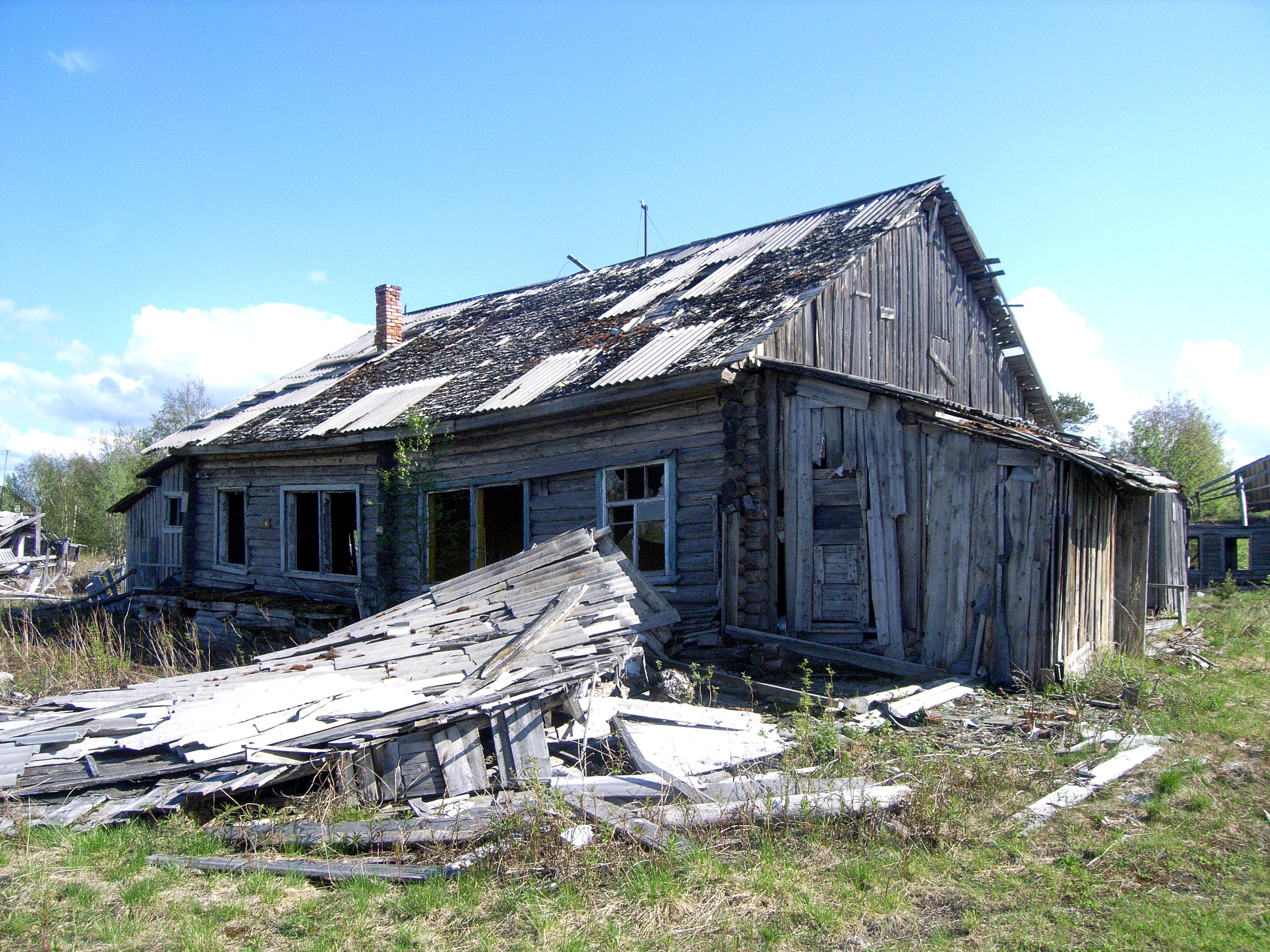
Брошенный дом